# Oportunidade de marketing
A oportunidade de Marketing existe quando a empresa pode lucrar ao atender às necessidades dos consumidores de um determinado segmento. É uma área de necessidade e interesse do comprador, cuja satisfação dá à empresa uma alta probabilidade de obter um desempenho lucrativo.
A simples concorrência não constitui uma vantagem competitiva, ou seja, a empresa de melhor desempenho será aquela que gerar o maior valor para o cliente e que sustentar esse valor ao longo tempo.